# Bony
Bony es una comuna francesa, situada en el departamento de Aisne, de la región de Alta Francia.

## Demografía
| 152 | 110 | 109 | 125 | 101 | 124 | 132 | 134 |
| Para los censos de 1962 a 1999 la población legal corresponde a la población sin duplicidades (Fuente: INSEE [Consultar]) |     |     |     |     |     |     |     |